# Onitis popei
Onitis popei là một loài bọ cánh cứng trong họ Bọ hung (Scarabaeidae).